# كهف غيبون
كهف غيبون (بالإنجليزية: Gibbon's Cave)‏ هو كهف يقع ضمن أقاليم ما وراء البحار البريطانية في منطقة جبل طارق التابعة للتاج البريطاني.